# Laurence Harvey
Laurence Harvey, pseudonimo di un dichiarato Laruschka Mischa Skikne, ma in realtà di Zvi Mosheh (Hirsh) Skikne, detto Hirshkeh (Joniškis, 1º ottobre 1928 – New York, 25 novembre 1973), è stato un attore e regista britannico originario della Lituania. Fu attivo sia nel cinema che in teatro e televisione come attore e come regista, e lavorò in produzioni sia britanniche che statunitensi.

## Biografia
Nonostante abbia sempre sostenuto che il suo nome di battesimo fosse Laruschka Mischa Skikne, in realtà esso era Zvi Mosheh (Hirsh) Skikne, detto Hirshkeh. Di famiglia di origine ebraica, era il più giovane dei tre figli di Ber "Boris" ed Ella Skikne, due coniugi emigrati in Sudafrica nel 1933 dalla cittadina lituana di Joniškis.

### Carriera
Il ragazzo crebbe a Johannesburg, dove assunse il nome anglicizzato di Harry e da adolescente calcò le scene teatrali, servendo nella compagnia di comici al seguito della South African Army durante la seconda guerra mondiale. Dopo essersi trasferito a Londra alla fine della guerra, entrò nella Royal Academy of Dramatic Art, recitò con successo a Manchester, principalmente in opere di Shakespeare e debuttò nel cinema nel 1948, iniziando a interpretare piccoli ruoli in diverse pellicole britanniche degli anni cinquanta, con il nome d'arte di Laurence Harvey, ispiratogli dal celebre grande magazzino londinese Harvey Nichols.
Guidato e sostenuto dal produttore James Woolf, fermamente convinto del suo talento, Harvey inizialmente faticò ad affermarsi. Interpretò Romeo nella sobria versione che Renato Castellani trasse da Giulietta e Romeo (1954), quindi firmò un contratto per la Warner Bros., trasferendosi a Hollywood per interpretare un cavaliere scozzese nel film Riccardo Cuor di Leone (1954). La casa produttrice decise però di non avvalersi più di Harvey, che rientrò in Inghilterra per interpretare lo scrittore Christopher Isherwood nella commedia La donna è un male necessario (1955), accanto a Julie Harris, e il capitano Durrance, l'ufficiale inglese cieco del dramma Tempesta sul Nilo (1955), un rifacimento dell'avventuroso Le quattro piume (1939).

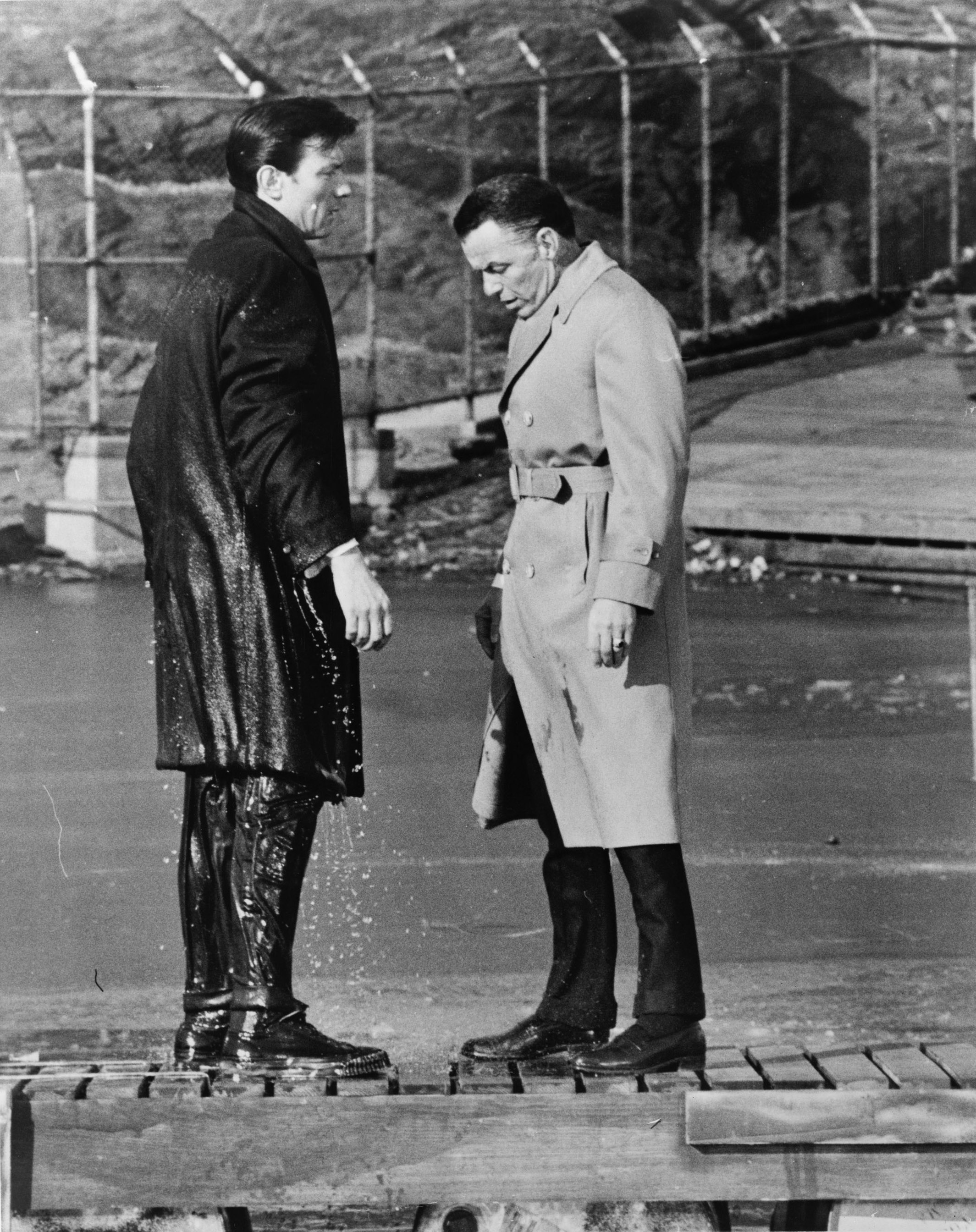
Con Frank Sinatra (a destra) nel film Va' e uccidi (1962)

Tuttavia l'attore continuava a dare l'impressione di essere privo di calore umano nelle sue interpretazioni, caratterizzate da una freddezza e un distacco che non gli attiravano le simpatie del pubblico. Ma furono proprio queste peculiarità a fornirgli la grande occasione della sua carriera, quando nel 1959 il regista britannico Jack Clayton gli assegnò il ruolo di protagonista nella pellicola La strada dei quartieri alti (1959), prodotto dai fratelli John e James Woolf per la Remus Films. Grazie all'interpretazione dell'ambizioso e arrivista Joe Lampton, impiegato senza scrupoli e determinato a scalare il successo a qualsiasi prezzo, Harvey s'impose come attore internazionale, guadagnandosi una nomination per il premio BAFTA e una candidatura al premio Oscar come miglior attore protagonista, e fissando definitivamente la propria personalità cinematografica quale interprete ideale di ruoli da laconico ma astuto opportunista.
Con il successo ottenuto grazie al ruolo di Joe Lampton, all'inizio degli anni sessanta Harvey fece diverse apparizioni in importanti produzioni cinematografiche americane quali Venere in visone (1960), in cui impersonò un playboy viziato che s'innamora di una donna nevrotica (Elizabeth Taylor), e La battaglia di Alamo (1960), con John Wayne e Richard Widmark, in cui interpretò il ruolo del colonnello William Travis, un ufficiale sudista. Nel 1962 affrontò l'impegnativo ruolo di Raymond Shaw, il militare che viene sottoposto al lavaggio del cervello, nel thriller fantapolitico Va' e uccidi (1962), tratto dal romanzo di Richard Condon, accanto a Frank Sinatra, Janet Leigh e Angela Lansbury.
Questi tre film rappresentarono l'apice della carriera di Harvey, che andò successivamente incontro a una serie di film ad alto costo, che lo avviarono però a un rapido declino. Tra questi, un remake di Schiavo d'amore (1964), L'oltraggio (1964), modesto rifacimento di Rashomon del 1950, Flagrante adulterio (1965), un mediocre sequel de La strada dei quartieri alti, in cui riprese il personaggio di Joe Lampton, e Sull'orlo della paura (1968), un thriller di spionaggio, di cui Harvey - nel ruolo di un agente doppiogiochista - curò di terminare la direzione dopo la morte del regista Anthony Mann, avvenuta nel corso delle riprese. L'unica interpretazione convincente di questo periodo fu quella del disinvolto e maturo Miles Brand, playboy in declino, nel film Darling (1965), accanto a Dirk Bogarde e Julie Christie.
Infruttuosi furono anche i suoi tentativi dietro la macchina da presa. Cerimonia infernale (1963), un thriller fortemente critico nei confronti della pena di morte, in cui interpretò un ladro di banca evaso di prigione con l'aiuto del fratello, non ebbe il successo sperato, così come Arrow Beach - La spiaggia della paura (1973), una moderna storia dell'orrore sul cannibalismo in California, che fu anche l'ultimo film in cui l'attore (nel ruolo di un reduce della guerra di Corea) apparve prima della morte e di cui fece in tempo a curare solo il montaggio finale. Le interpretazioni di Harvey negli ultimi anni furono piuttosto modeste, da L'assoluto naturale (1969), prodotto e interpretato sotto la regia di Mauro Bolognini e ispirato a un romanzo di Goffredo Parise, fino a Le incredibili avventure del signor Grand col complesso del miliardo e il pallino della truffa (1969), un film satirico, interpretato da Peter Sellers e Ringo Starr, in cui impersonò un caricaturale Amleto. Più interessanti furono il suo ruolo minore, ma affrontato con grande senso dell'ironia, in Un uomo oggi (1970), accanto a Paul Newman, la sua interpretazione televisiva del glaciale assassino Emmet Clayton, il campione di scacchi sordo nell'episodio The Most Dangerous Match (L'ultimo scacco matto), della serie poliziesca Colombo, del 1973, e quella cinematografica, sempre del 1973, in Ad un'ora della notte, di nuovo con Elizabeth Taylor.

### Vita privata
Laurence Harvey ebbe tre mogli:
- l'attrice britannica Margaret Leighton, che sposò nel 1957 e dalla quale divorziò nel 1961
- Joan Perry, vedova del magnate cinematografico Harry Cohn, che sposò nel 1968 e dalla quale divorziò nel 1972
- la modella Paulene Stone, che sposò nel 1972 e dalla quale ebbe una figlia, Domino, divenuta anch'essa celebre modella e poi cacciatrice di taglie, che nacque quando Harvey era ancora sposato con la Perry

Il matrimonio di Harvey con la Stone durò fino alla scomparsa dell'attore, avvenuta il 25 novembre 1973, all'età di 45 anni, per un cancro allo stomaco.

## Filmografia

### Cinema
- House of Darkness, regia di Oswald Mitchell (1948)
- Man on the Run, regia di Lawrence Huntington (1949)
- The Man from Yesterday, regia di Oswald Mitchell (1949)
- Landfall, regia di Ken Annakin (1949)
- Cairo Road - Sulla via del Cairo (Cairo Road), regia di David MacDonald (1950)
- Via col valzer (The Dancing Years), regia di Harold French (1950) – non accreditato
- La rosa nera (The Black Rose), regia di Henry Hathaway (1950)
- Scarlet Thread, regia di Lewis Gilbert (1951)
- There is Another Sun, regia di Lewis Gilbert (1951)
- I Believe in You, regia di Basil Dearden e Michael Relph (1952)
- A Killer Walks, regia di Ronald Drake (1952)
- Women of Twilight, regia di Gordon Perry (1952)
- Provinciali a Parigi (Innocents in Paris), regia di Gordon Perry (1953)
- I cavalieri della Tavola Rotonda (Knights of the Round Table), regia di Richard Thorpe (1953) – non accreditato e non confermato
- L'età della violenza (The Good Die Young), regia di Lewis Gilbert (1954)
- Riccardo Cuor di Leone (King Richard and the Crusaders), regia di David Butler (1954)
- Giulietta e Romeo, regia di Renato Castellani (1954)
- La donna è un male necessario (I am a Camera), regia di Henry Cornelius (1955)
- Tempesta sul Nilo (Storm over the Nile), regia di Zoltán Korda e Terence Young (1955)
- Tre uomini in barca (Three Men in a Boat), regia di Ken Annakin (1956)
- After the Ball, regia di Compton Bennett (1957)
- The Truth About Women, regia di Muriel Box (1957)
- Ora X: Gibilterra o Morte! (The Silent Enemy), regia di William Fairchild (1958)
- La strada dei quartieri alti (Room at the Top), regia di Jack Clayton (1959)
- Espresso Bongo, regia di Val Guest (1959)
- La battaglia di Alamo (The Alamo), regia di John Wayne (1960)
- Venere in visone (Butterfield 8), regia di Daniel Mann (1960)
- La pattuglia dei 7 (The Long and the Short and the Tall), regia di Leslie Norman (1961)
- Salverò il mio amore (Two Loves), regia di Charles Walters (1961)
- Estate e fumo (Summer and Smoke), regia di Peter Glenville (1961)
- Va' e uccidi (The Manchurian Candidate), regia di John Frankenheimer (1962)
- Una ragazza chiamata Tamiko (A Girl Named Tamiko), regia di John Sturges (1962)
- Avventura nella fantasia (The Wonderful World of the Brothers Grimm), regia di Henry Levin e George Pal (1962)
- Anime sporche (Walk on the Wild Side), regia di Edward Dmytryk (1962)
- Un buon prezzo per morire (The Running Man), regia di Carol Reed (1963)
- Cerimonia infernale (The Ceremony), regia dello stesso Laurence Harvey (1963)
- Schiavo d'amore (Of Human Bondage), regia di Ken Hughes (1964)
- L'oltraggio (The Outrage), regia di Martin Ritt (1964)
- Flagrante adulterio (Life at the Top), regia di Ted Kotcheff (1965)
- Darling, regia di John Schlesinger (1965)
- La spia dal naso freddo (The Spy with a Cold Nose), regia di Daniel Petrie (1966)
- The Winter's Tale, regia di Frank Dunlop (1967)
- La calata dei barbari (Kampf um Rom), regia di Robert Siodmak (1968)
- Sull'orlo della paura (A Dandy in Aspic), regia di Anthony Mann (1968)
- I seicento di Balaklava (The Charge of the Light Brigade), regia di Tony Richardson (1968) – non accreditato
- Rebus, regia di Nino Zanchin (1968)
- Le incredibili avventure del signor Grand col complesso del miliardo e il pallino della truffa (The Magic Christian), regia di Joseph McGrath (1969)
- L'assoluto naturale, regia di Mauro Bolognini (1969)
- Un uomo oggi (WUSA), regia di Stuart Rosenberg (1970)
- Escape to the Sun, regia di Menahem Golan (1972)
- Ad un'ora della notte (Night Watch), regia di Brian G. Hutton (1973)
- Arrow Beach - La spiaggia della paura (Welcome to Arrow Beach), regia di Laurence Harvey (1974)

### Film e documentari su Laurence Harvey
- Le dee dell'amore (The Love Goddesses) documentario di Saul J. Turell – filmati di repertorio (1965)

### Televisione
- The Alcoa Hour – serie TV, episodio 1x02 (1955)
- Alfred Hitchcock presenta (Alfred Hitchcock Presents) – serie TV, episodio 5x01 (1959)
- Mistero in galleria (Night Gallery) – serie TV (1972)
- Colombo (Columbo) – serie TV, episodio 2x07 (1973)

## Riconoscimenti
- Premio Oscar
  - 1960 – Candidatura al miglior attore per La strada dei quartieri alti

## Doppiatori italiani
Nelle versioni in italiano dei suoi film, Laurence Harvey è stato doppiato da:
- Giuseppe Rinaldi in Tre uomini in barca, La strada dei quartieri alti, La battaglia di Alamo, Venere in visone, Estate e fumo, Anime sporche, La spia dal naso freddo
- Nando Gazzolo in Va' e uccidi, L'oltraggio, Darling
- Pino Locchi in Avventura nella fantasia, La calata dei barbari, Rebus
- Giulio Panicali in L'età della violenza
- Stefano Sibaldi in Riccardo Cuor di Leone
- Giancarlo Sbragia in Giulietta e Romeo
- Sergio Fantoni in Un buon prezzo per morire
- Pietro Biondi in Colombo
- Sergio Graziani in Un uomo oggi
- Luciano De Ambrosis in Ad un'ora della notte